# Victor Hauff
Victor Wilhelm Friedrich Hauff (* 1771 in Stuttgart; † 1819 in Besigheim) war Hofgerichtsadvokat und Bürgermeister sowie Landschaftsabgeordneter von Tübingen.

## Leben
Victor Wilhelm Friedrich Hauff war ein Sohn des Landschaftsbuchhalters in Stuttgart Johann Gottlieb Hauff und seiner Frau Dorothea geb. Seele. Er studierte in Tübingen Jura und arbeitete anschließend als Advokat beim Tübinger Hofgericht. 1796 wurde er Gerichtsverwandter und gleichzeitig wurde er als Supernumerarius-Bürgermeister von Tübingen angenommen. 1797 wurde er zusätzlich Landschaftsabgeordneter im Reformlandtag. 1799 heiratete er Charlotte Regine Moser (von Filseck), eine Tochter des Physikus von Cannstatt Wolfgang Heinrich Moser. Im gleichen Jahr wurde er Mitglied des Engeren Ausschusses der Landschaft.
Wegen angeblicher revolutionärer Umtriebe, die nicht nachgewiesen werden konnten, war er im Jahr 1800 neben Christian Friedrich Baz und weiteren Beschuldigten als Staatsgefangener des Herzogs und späteren Königs Friedrich in der Festung Hohenasperg inhaftiert.
Nach diesem Vorfall war er kein Mitglied des Engeren Ausschusses der Landschaft mehr. Gerichtsverwandter und Bürgermeister von Tübingen war er noch bis 1804, Landschaftsabgeordneter sogar bis 1805. In diesem Jahr heiratete er zum zweiten Mal: Luise Friederike Elsässer, eine Tochter des Hofrats Gottlob Friedrich Elsässer. Offenbar im gleichen Jahr zog er nach Besigheim um, wo er als Richter arbeitete. Zuletzt war er dort Oberamtsrichter.
Ein Stammbuch von Victor Hauff befindet sich in der Handschriftensammlung der Württembergischen Landesbibliothek.